# 1919 en Nouvelle-Écosse
Chronologie de la Nouvelle-Écosse
- 1915
- 1916
- 1917
- 1918
- 1919
- 1920
- 1921
- 1922
- 1923

Cette page concerne des événements survenus en 1919 dans la province canadienne de Nouvelle-Écosse.

## Politique
- Premier ministre : George H. Murray
- Chef de l'Opposition :
- Lieutenant-gouverneur : MacCallum Grant
- Législature :